# Wojciech Solarz
Wojciech Solarz (Cracòvia, 22 de juny de 1934) és un actor, guionista i director de cinema polonès. Va estudiar periodisme a la Universitat de Varsòvia, on es va graduar el 1955. El 1962 es va graduar a l'Escola Nacional de Cinema de Łódź. Durant molts anys va col·laborar escrivint texts, dirigint i actual amb el Teatre d'Estudiants Satyryków de Varsòvia. És membre de l'Acadèmia de Cinema Polonès.

## Filmografia
Guionista
- 1960: Aż spadnie deszcz
- 1967: Żywot Mateusza de Witold Leszczyński
- 1968: Molo
- 1971: Wezwanie
- 1976: Bezkresne łąki
- 1990: Armelle
- 1994: Legenda Tatr

Director
- 1960: Aż spadnie deszcz
- 1968: Molo
- 1971: Wezwanie
- 1973: Wielka miłość Balzaka, sèrie de televisió franco-polonesa, amb guió d'Yves Jamiaque i Jerzy Stefan Stawinski
- 1975: Trzecia granica
- 1976: Bezkresne łąki
- 1979: Ojciec królowej
- 1994: Legenda Tatr
- 2000-2007: Plebania, sèrie de televisió polonesa